# Castillo de Ne
El castillo de Ne (根城 Ne-jō?) es una fortificación japonesa del siglo XIV en Hachinohe, pueblo de la prefectura de Aomori. Los edificios que perduran fueron reconstruidos en 1994, y en la actualidad la estructura es un Lugar Histórico y forma parte de la lista de «100 notables castillos de Japón».

## Historia
En el año 1334, durante el período Nanbokuchō, Moroyuki Nanbu erigió el castillo de Ne. Esta era estuvo marcada por la separación de la corte imperial en dos partes enfrentadas al norte y al sur. Dado que Nanbu apoyaba a la corte sureña, construyó la fortaleza para que sirviera de base del gobierno imperial en el área. Otra rama del clan Nanbu gobernó la zona de Sannohe y Morioka bajo la corte del norte al mismo tiempo. Tras el final de este período en 1393 las dos familias se reconciliaron. El castillo fue el centro de la región de Hachinohe durante tres siglos, hasta que en 1627 dejara de usarse por un cambio en los terrenos.

## Arquitectura
Ya que es una fortaleza construida con anterioridad a los castillos clásicos japoneses, Ne no cuenta con un tenshu y casi no presenta mampostería. En cambio, gran parte de las estructuras son de madera, incluyendo muros, puertas y torres de vigilancia. Las excavaciones arqueológicas en los terrenos —que duraron once años— descubrieron gran parte de los pilares y ciertos artefactos de la época, lo que permitió que la reconstrucción de los edificios fuera fiel a su propósito original. De este modo, el castillo fue restaurado empleando materiales y técnicas propias de la era de su construcción, con diferentes estilos para conseguir que fuera representativo de su período.
El edificio principal del castillo fue usado por los señores feudales para recibir a los invitador y celebrar distintas ceremonias. En la reconstrucción de 1994 se rehabilitaron las caballerizas, talleres y otras estancias. En la entrada a los terrenos se puede apreciar un puente con dos direcciones; la que dirige a una puerta más ornamentada constituía la entrada principal, designada para personas importantes, mientras que la otra, más simple, era empleada por sirvientes y trabajadores.

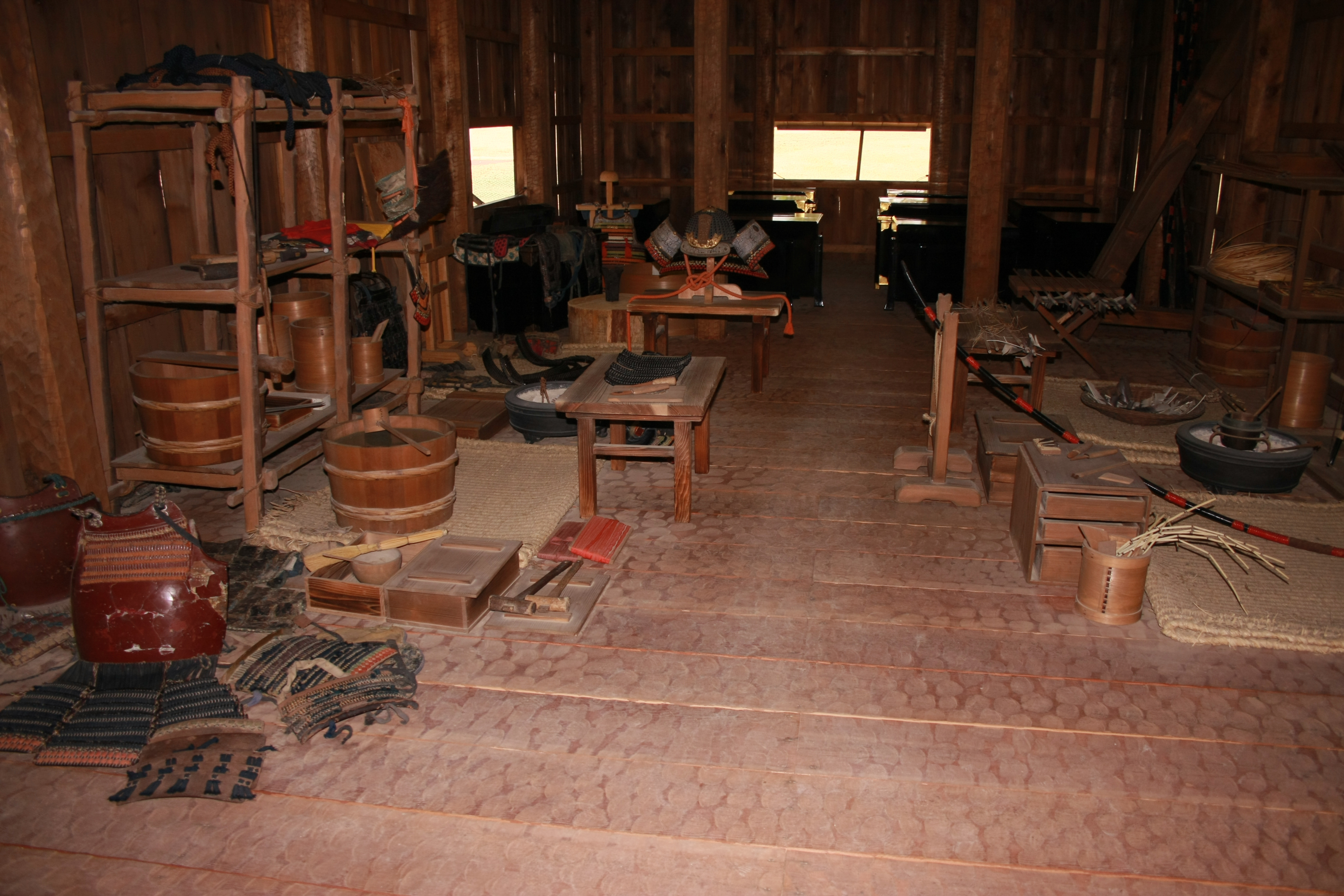
Un taller del castillo.
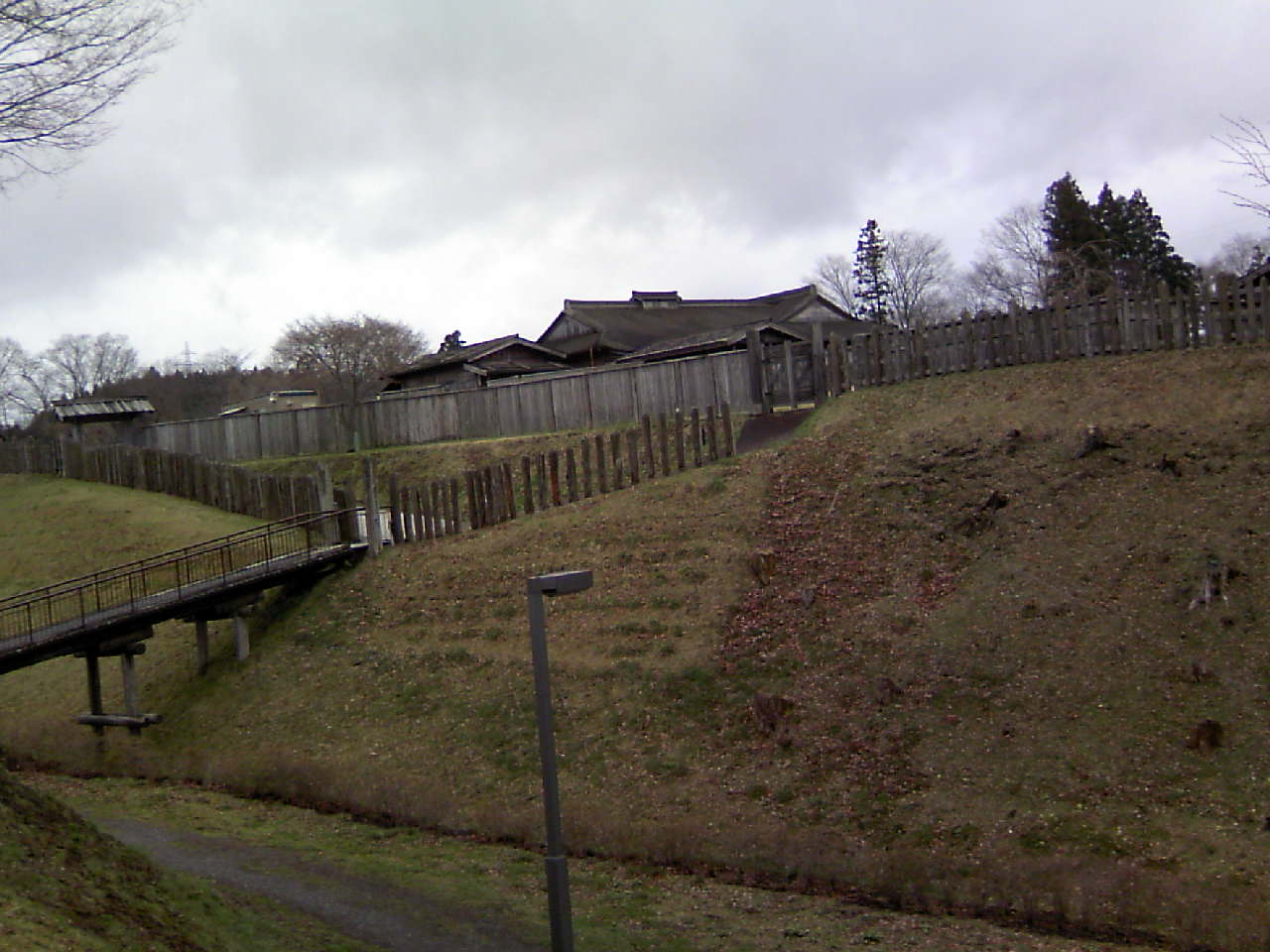
Véase las dos entradas al recinto, cada una destinada a clases sociales diferentes.